# سالاد تن ماهی
سالاد تن (انگلیسی: Tuna salad) سالادی است که محتوی آن، شامل ماهی تن و سس مایونز می‌باشد. ماهی تنی که در این سالاد مورد استفاده قرار می‌گیرد به‌طور معمول از پیش پخته شده، و در قوطی‌های کنسروی حاوی آب یا روغن بسته‌بندی شده‌است. خیارشور، کرفس، گزک و پیاز از مواد اولیه ای هستند که در نزد مصرف کندگان برای افزودن به این سالاد از محبوبیت برخوردار است. وقتی این سالاد ترکیب شده بر روی نان گذاشته شود باعث شکل‌گیری ساندویچ ماهی تن می‌گردد. سالاد تن هم به تنهایی مورد مصرف قرار می‌گیرد یا اینکه به همراه تردک، کاهو، گوجه‌فرنگی یا آووکادو خورده می‌شود. ممکن است تخم‌مرغ آب‌پز خرد شده به آن افزوده گردد. گزک به این سالاد طعم تندی اضافه می‌کند والبته بر خلاف سبزیجات نیازی به خرد کردن هم ندارد.

## تاریخچه
سالاد تن بیش از ۱۰۰ سال است که مورد مصرف قرار می‌گیرد.